# Camp de Bremen-Uphusen

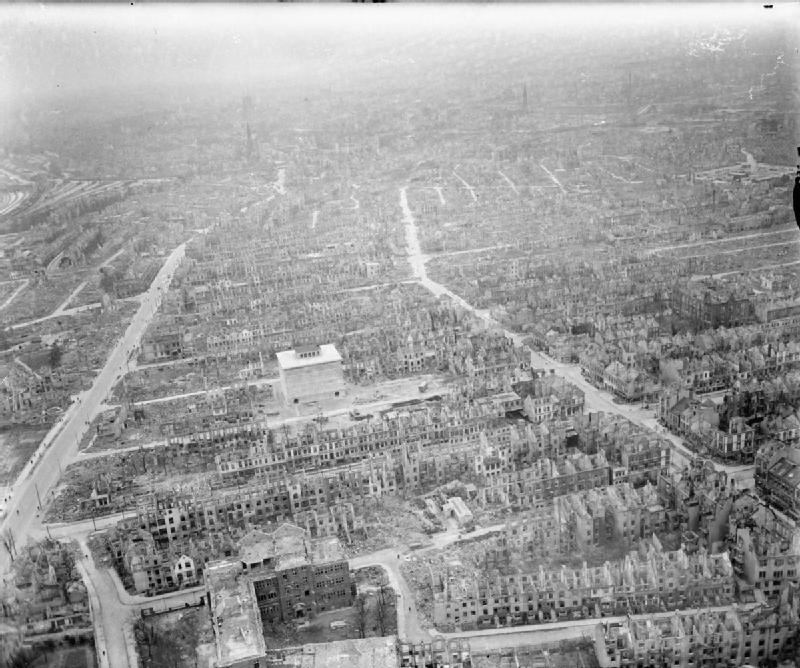
Ruines de Brême après les bombardements alliés. Les déportées travaillant au camp de Uphusen étaient affectées à la construction de logements d'urgence pour les sinistrés.

Le camp de  de Bremen-Uphusen (Behelfswohnbau) est une unité de travail forcé dépendant du camp de concentration de Neuengamme, dont les détenues sont mises à la disposition de la ville de Brême et d'entreprises du bâtiment pour la construction d'hébergements d'urgence (Behelfswohnbau) dans les quartiers sud-est de Brême touchés par les bombardements alliés.

À partir de 1942, le cours de la guerre oblige l’Allemagne nazie à enrôler de nouvelles classes de conscrits qui laissent un vide dans les chaînes de production. Pour compenser ces pertes, les autorités mobilisent d’abord la population féminine, puis des travailleurs forcés étrangers, et finalement la population concentrationnaire. Moyennant finances, la SS organise la mise à disposition des déporté(e)s, soit en installant des entreprises à l'intérieur des camps de concentration, soit en détachant des unités de travail forcé dans des ateliers ou sur des chantiers (Kommandos extérieurs) . Sur la durée de la guerre, Neuengamme administre ainsi dans toute l'Allemagne et jusque dans les îles anglo-normandes, près de 90 Kommandos extérieurs (60 masculins et 24 féminins) qui restent rattachés à leur camp d'origine. La gestion de la main-d'œuvre concentrationnaire donne lieu à d'incessants transferts de détenu(e)s qui empêchent parfois de reconstituer un état des lieux précis des effectifs et des pertes.

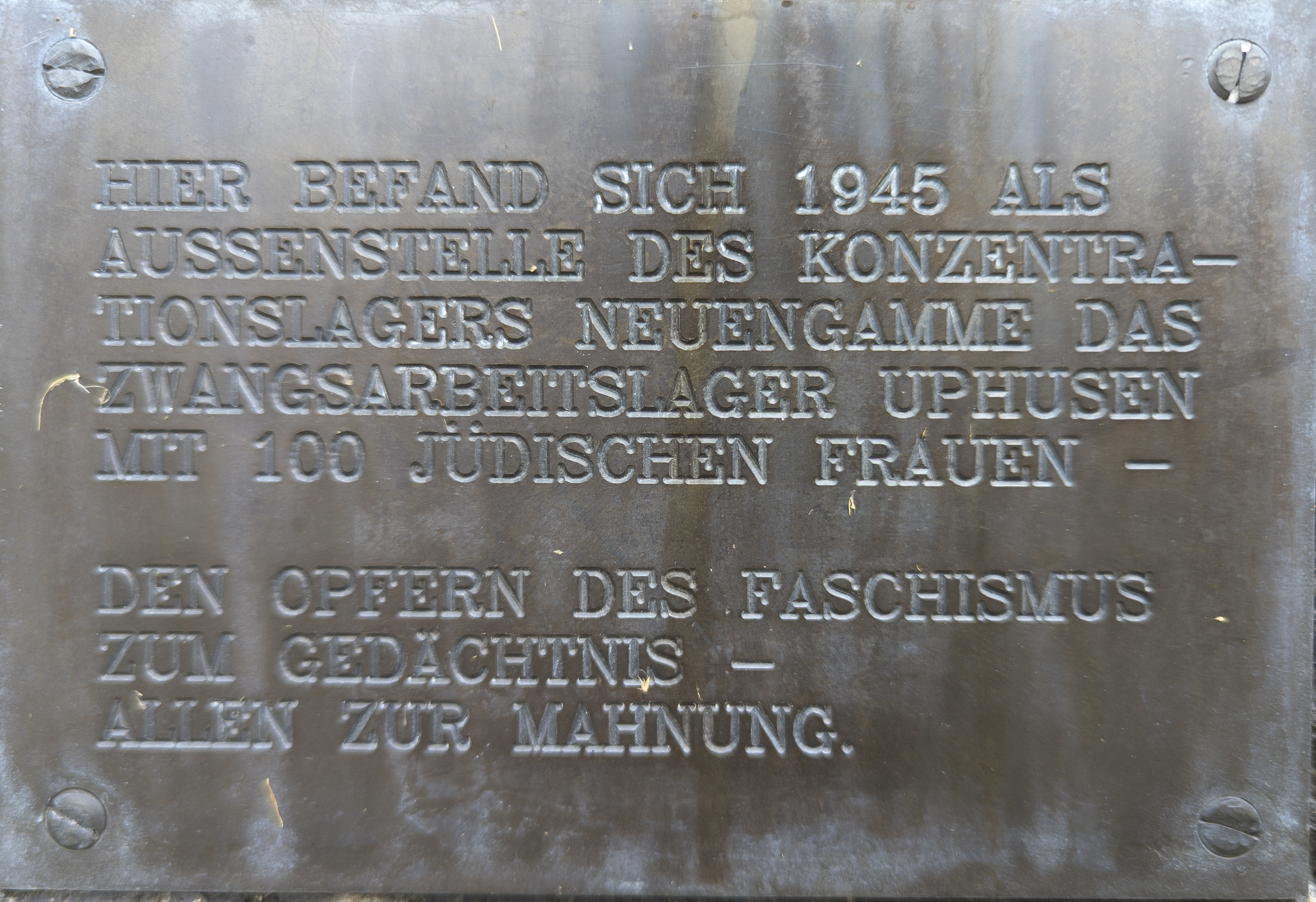
Plaque rappelant l'existence du camp de Bremen-Uphusen.

## Création
Le 7 février 1945, une centaine de déportés juives hongroises et polonaises sont transférées à Uphusen depuis le camp d'Obernheide. L'objectif de la ville de Brême, qui a demandé à la SS, fin 1944, la création de ce camp, est de réduire les temps de trajet entre Oberheinde et les chantiers sur lesquels travaillent les déportées. Elles sont détenues dans une baraque située à côté de l’entreprise Friedrich Rodiek pour laquelle la plupart d'entre elles travaillent,.

## Travail forcé
Les déportées sont mises à la disposition de plusieurs entreprises du bâtiment : Friedrich Rodiek, Diedrich Rohlfs, Lüning & Sohn. Leur travail consiste à produire des éléments préfabriqués en béton, à aplanir le terrain et à poser les fondations des logements d'urgence destinés aux sinistrés des bombardements de Brême,.

## Évacuation
Le 4 avril 1945, la SS évacue le camp et les déportées doivent se rendre à pied jusqu’à Uesen, où elles rejoignent le Kommando de Brême-Obernheide. Elles poursuivent leur marche jusque dans les environs de Verden, où elles sont entassée dans des wagons de marchandises découverts. Après plusieurs jours, le train arrive à Bergen-Belsen,.

## Mémorial
En 1991, un mémorial a été érigé à Bruchweg, portant l’inscription suivante, :

« Ici se trouvait en 1945 un camp annexe du camp de concentration de Neuengamme, le camp de travailleurs forcés d’Uphusen, comptant 100 femmes juives. Aux victimes du fascisme – pour mémoire et mise en garde ! »